# Hull (hrabstwo Marathon)
Hull – miasto w Stanach Zjednoczonych, w stanie Wisconsin, w hrabstwie Marathon.